# Chuit (I.)
Chuit (oftmals als Chuit I. bezeichnet) war eine altägyptische Königin der 5. Dynastie. Sie trug unter anderem die Titel „Gemahlin des Königs“ und „Königstochter“. Sie wurde in einer Mastaba in Sakkara bestattet. Der Name ihres königlichen Gemahls ist unbekannt.